# The Ultimate Fighter 19 Finale: Edgar vs. Penn
The Ultimate Fighter 19 Finale: Edgar vs. Penn è stato un evento di arti marziali miste tenuto dalla Ultimate Fighting Championship il 6 luglio 2014 al Mandalay Bay Events Center di Las Vegas, Stati Uniti.

## Retroscena
L'evento ospitò le finali dei tornei dei pesi medi e dei pesi mediomassimi della 19ª stagione del reality show The Ultimate Fighter.
Lo show si svolse ad un solo giorno di distanza dal precedente evento UFC 175: Weidman vs. Machida, anch'esso ospitato presso il Mandalay Bay Events Center di Las Vegas.
Successivamente alla sconfitta subita in questo evento al suo debutto nella divisione dei pesi piuma B.J. Penn annunciò il proprio ritiro dalle MMA agonistiche.

## Risultati
|                                           | Divisione                |                 |       |                   | Metodo                                      | Round | Tempo | Premio      |
| ----------------------------------------- | ------------------------ | --------------- | ----- | ----------------- | ------------------------------------------- | ----- | ----- | ----------- |
|                                           | Pesi Piuma               | Frankie Edgar   | batte | B.J. Penn         | KO Tecnico (colpi)                          | 3     | 4:16  |             |
| Finale del torneo The Ultimate Fighter 19 | Pesi Mediomassimi        | Corey Anderson  | batte | Matt Van Buren    | KO Tecnico (pugni)                          | 1     | 1:01  |             |
| Finale del torneo The Ultimate Fighter 19 | Pesi Medi                | Eddie Gordon    | batte | Dhiego Lima       | KO Tecnico (pugni)                          | 1     | 1:11  |             |
|                                           | Pesi Massimi             | Derrick Lewis   | batte | Guto Inocente     | KO Tecnico (pugni)                          | 1     | 3:30  |             |
|                                           | Pesi Mosca               | Dustin Ortiz    | batte | Justin Scoggins   | Decisione non unanime (29-28, 28-29, 29-28) | 3     | 5:00  |             |
| Card preliminare                          |                          |                 |       |                   |                                             |       |       |             |
|                                           | Pesi Leggeri             | Kevin Lee       | batte | Jesse Ronson      | Decisione non unanime (29-28, 28-29, 30-27) | 3     | 5:00  |             |
|                                           | Pesi Gallo               | Leandro Issa    | batte | Tuerxun Jumabieke | Sottomissione (armbar)                      | 3     | 3:49  | FOTN + POTN |
|                                           | Pesi Leggeri             | Adriano Martins | batte | Juan Manuel Puig  | KO (pugno)                                  | 1     | 2:21  | POTN        |
|                                           | Pesi Mediomassimi        | Patrick Walsh   | batte | Dan Spohn         | Decisione unanime (29-28, 29-28, 29-28)     | 3     | 5:00  |             |
|                                           | Catchweight (143 libbre) | Sarah Moras     | batte | Alexis DuFresne   | Decisione unanime (29-28, 29-28, 30-27)     | 3     | 5:00  |             |
|                                           | Pesi Mediomassimi        | Robert Drysdale | batte | Keith Berish      | Sottomissione (rear naked choke)            | 1     | 2:03  |             |

## Premi
I lottatori premiati ricevettero un bonus di 50.000 dollari.
Inoltre vennero premiati con 25.000 dollari alcuni atleti che presero parte al reality show per la loro performance durante il torneo: Matt Van Buren e Daniel Spohn ricevettero il riconoscimento Fight of the Season per la loro sfida in semifinale, mentre Dhiego Lima ottenne ben due premi Performance of the Season grazie alle due vittorie per sottomissione su Tim Williams e Roger Zapata.
Legenda:
- FOTN: Fight of the Night (vengono premiati entrambi gli atleti per il miglior incontro dell'evento)
- POTN: Performance of the Night (viene premiato il vincitore per la migliore performance dell'evento)